# Periamphispora phacelodes
Periamphispora phacelodes är en svampart som beskrevs av J.C. Krug 1989. Periamphispora phacelodes ingår i släktet Periamphispora och familjen Lasiosphaeriaceae.   Inga underarter finns listade i Catalogue of Life.